# São Domingos do Prata (ort)
São Domingos do Prata är en ort i Brasilien.   Den ligger i kommunen São Domingos do Prata och delstaten Minas Gerais, i den sydöstra delen av landet, 700 km sydost om huvudstaden Brasília. São Domingos do Prata ligger 589 meter över havet och antalet invånare är 9 466.
Terrängen runt São Domingos do Prata är kuperad åt nordost, men åt sydväst är den platt. São Domingos do Prata ligger nere i en dal. Närmaste större samhälle är Nova Era, 14,7 km nordväst om São Domingos do Prata.
Omgivningarna runt São Domingos do Prata är huvudsakligen savann. Runt São Domingos do Prata är det ganska glesbefolkat, med 22 invånare per kvadratkilometer.